# Groothandel

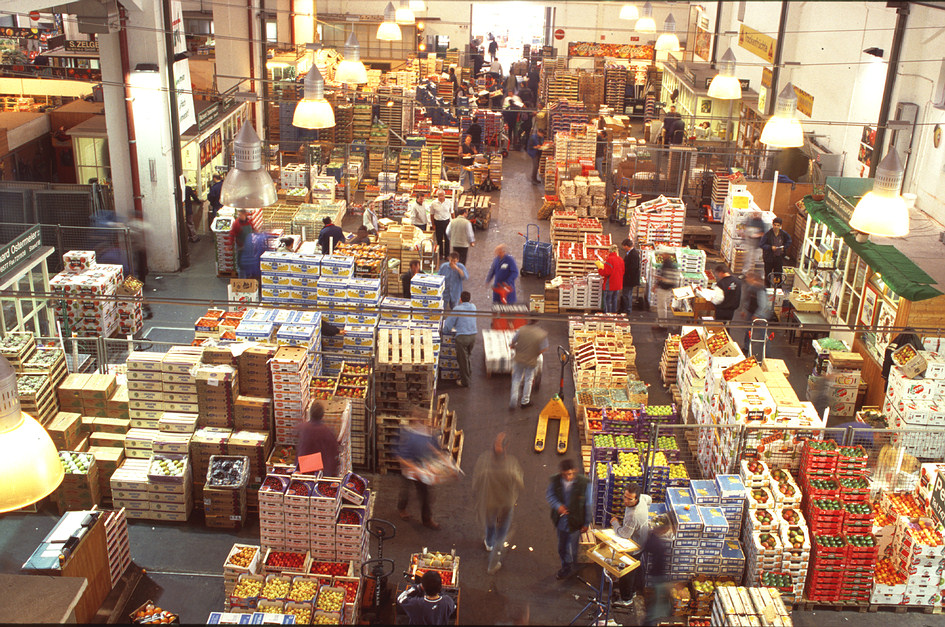
Groothandelsmarkt voor aardappelen, groenten en fruit in München

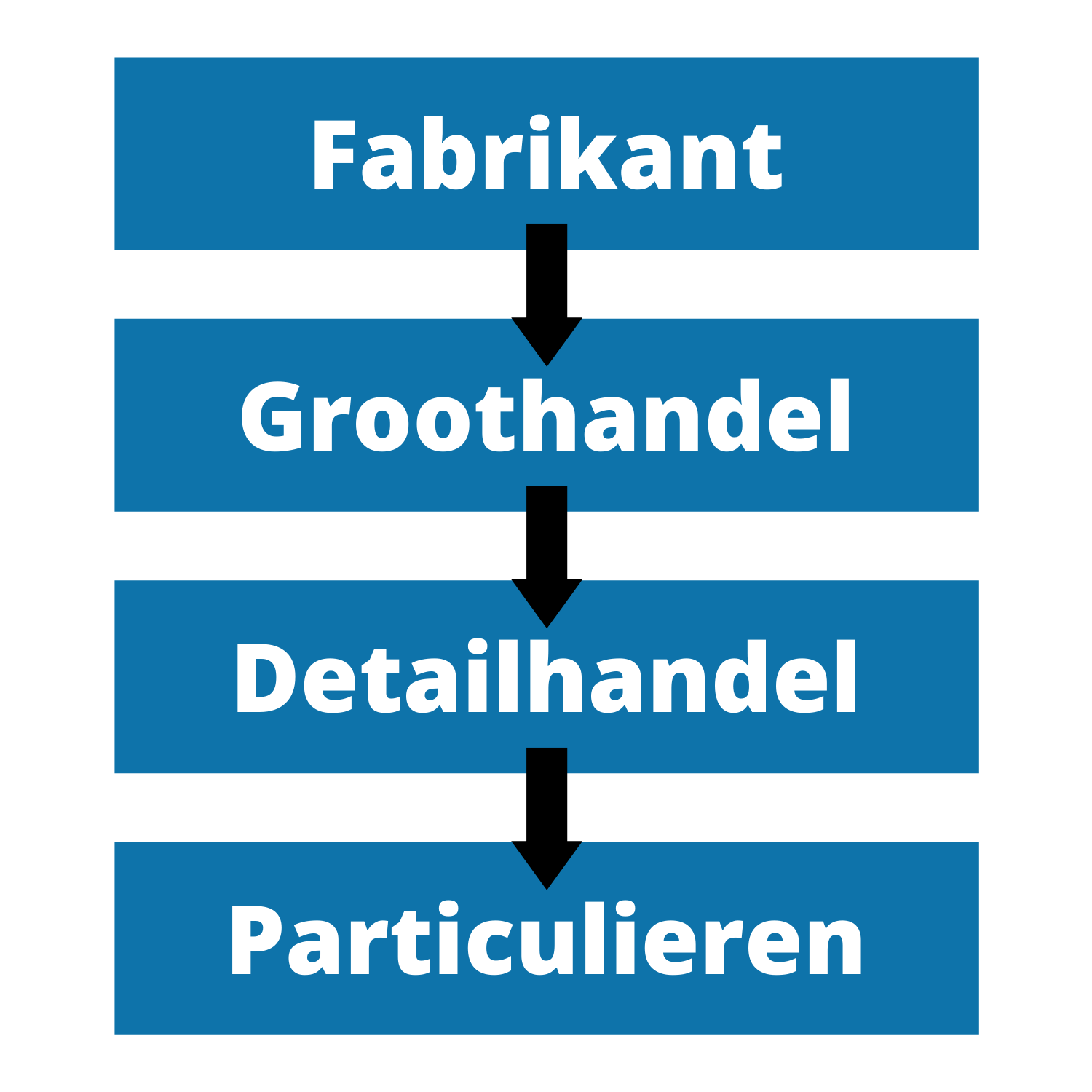
Schematische weergave van een distributieketen

Een groothandel is een (commerciële) onderneming die voor eigen rekening en risico goederen verhandelt die:
- buiten de eigen onderneming zijn vervaardigd
- aan bedrijfsmatige (niet-consumptieve) afnemers (andere ondernemingen) worden afgeleverd

De hoofdfunctie van de groothandel is het ‘voortstuwen’ van goederenstromen. De groothandel intermedieert tussen de mogelijkheden die de leverancier heeft om te verkopen en de mogelijkheden die de afnemer heeft om te kopen. 
Men onderscheidt verschillende typen groothandels:
- Importeurs, die zich in hoofdzaak richten op aankoop van goederen op de buitenlandse markt en verkoop daarvan op de binnenlandse markt.
- Exporteurs, die in hoofdzaak producten uit eigen land verkopen aan de buitenlandse markt.
- Im- en exportbedrijven, die voornamelijk actief zijn op de buitenlandse markt. Door middel van wederexport kunnen zij ook importgoederen uitvoeren.
- Handelshuizen, dit zijn ‘handelsorganisaties die veelal uiteenlopende assortimentsgroepen voeren en die sterk gericht zijn op de internationale handel, al dan niet via hun moederland.
- Binnenlandse groothandel, die zich zowel voor de inkoop als voor de verkoop op de binnenlandse leveranciers en afnemers richt.
- Grossiers, die voornamelijk op de binnenlandse markt inkopen en leveren aan detailhandel en grootverbruikers.
- In- en verkoopkantoren van buitenlandse productieondernemingen; deze worden statistisch tot de groothandel gerekend. Zij vervullen goeddeels ook dezelfde functie als de voornoemde typen groothandelsbedrijven.
- Zelfbedieningsgroothandel; groothandel waar de ondernemer zelf de producten pakt en afrekent bij een kassa. Ketens als Hanos, Makro en Sligro kennen een dergelijke formule.